# The Flock
The Flock (с англ. — «Стая») — американская джаз-рок-группа из Чикаго, которая выпустила два альбома на Columbia Records в 1969 году (The Flock) и 1970 году (Dinosaur Swamps).
Хотя «The Flock» не добились коммерческого успеха других джаз-рок-групп от Columbia Records той эпохи, таких как Chicago и Blood, Sweat & Tears, но получили признание за то, что в их записях играла скрипка (скрипач Джерри Гудман стал членом Mahavishnu Orchestra и сольным исполнителем).

## История
У «The Flock» было три ранних сингла на Destination Records и один на USA Records, местных чикагских лейблах, записанные между 1966 и 1968 годами. Гудман, скрипач, не был в этом составе, но работал с группой как роуди. Все четыре сингла: «Can’t You See», «Are You The Kind», «Take Me Back» и «What Would You Do If The Sun Died?» доступны на компакт-диске.
На момент записи альбома 1969 года участниками были Фред Гликштейн (гитара, вокал), Джерри Гудман (скрипка), Джерри Смит (бас), Рон Карпман (ударные), Рик Канофф (саксофон), Том Уэбб (саксофон) и Фрэнк Поса (труба).
Многообещающий первый альбом был ближе к джазовому фьюжну, чем Chicago или Blood Sweat & Tears, под влиянием альбома Майлза Дэвиса Bitches Brew, в котором Уэбб участвовал, но исполнение которого не было записано. Этот первый альбом был спродюсирован Джоном МакКлюром (более известным своей работой с классическими и джазовыми исполнителями), с аннотациями на обложке, написанными Джоном Мейоллом в клубе «Whisky a Go Go» 9 июля 1969 года.
Группа вернулась в студию и записал второй альбом под названием Dinosaur Swamps (с Джоном Гербером, заменяющим Тома Уэбба) с хитом «Big Bird».
Они начали работу над третьим студийным альбомом, предварительно названным Flock Rock, но в то время ходили слухи, что Клайв Дэвис из Columbia Records «увёл» Гудмана из «The Flock», рекрунировав его для проекта Mahavishnu Orchestra. Воспоминания Гликштейна об этом событии, согласно примечаниям к сборнику The Flock CD Truth, были немного более прозаичными: «На самом деле участники группы начали двигаться в разных музыкальных направлениях. Вы знаете. Эта старая песня».
The Flock ненадолго воссоединились в 1975 году, для записи альбома Inside Out, а в 2004 году был выпущен компакт-диск с записью живого концерта 1973 года под названием Live in Europe, в котором вместо Гудмана играет на скрипке Майкл Зыдовски, а также оригинальные участники Фред Гликштейн, Джерри Смит и Рон Карпман.
В конце 1976 года Фред Гликштейн и Рон Карпман наняли басиста и виолончелиста Тома Блека (Thom Blecka) и сформировали пауэр[уточнить]-трио под названием FLOCK 3. Новая группа исполнила несколько старых композиций Flock, но сделала упор на новый материал, написанный в соавторстве с Гликштейном и Карпманом, с некоторыми аранжировками, внесёнными Блекой. Ориентированное на рок-фьюжн трио отыграло несколько местных концертов на разогреве у Cheap Trick и The Cryan' Shames. Иногда к ним на сцене присоединялись выпускники Flock Т. С. Генри Уэбб (саксофон/вокал), а также друзья Деннис Тайгер (Dennis Tiger, блюзовая арфа/вокал) и Джефф Гейтс (Jeff Gates, клавишные). Живые выступления группы так и не были записаны, а попытки студийной записи отошли на второй план из-за кадровых конфликтов.
Есть видеозапись, на которой Биг-бенд версия «The Flock» (версия группы времён Dinosaur Swamps) исполняет песню «Big Bird (Fly)» в голландском документальном фильме 1971 года «Stamping Ground». Гудман в этом видео занимает видное место среди участников группы.

## Дискография
- 1969 — The Flock
- 1970 — Dinosaur Swamps[англ.]
- 1975 — Inside Out

- 2004 — Live in Europe (запись 1973 года)
- 2009 — Flock Rock — The Best of The Flock
- 2009—2131[уточнить] South Michigan Ave
- 2014 — Heaven Bound: The Lost Album (запись 1977 года)

## Участники
Участники последнего состава:
- Джерри Гудман (Jerry Goodman[англ.])
- Фред Гликштейн (Fred Glickstein)
- Джерри Смит (Jerry Smith)
- Рон Карпман (Ron Karpman)
- Рик Канофф (Rick Canoff)
- Том Уэбб (Tom (T.S. Henry) Webb)
- Frank Posa
- John Gerber
- Rick Mann